# Bernard Glasser
Pour les articles homonymes, voir Glasser.
Bernard M. Glasser est un producteur de cinéma, réalisateur et scénariste américain, né le 3 juin 1924 à Chicago et mort le 2 janvier 2014  à Los Angeles.

## Biographie

### Jeunesse
Bernard Glasser naît à Chicago en 1924. Il est réserviste durant la Seconde Guerre mondiale. En 1943, il étudie à l'université d'État de l'Indiana, où il obtient un baccalauréat ès sciences (Bachelor of Science) en éducation. Enseignant suppléant à la Beverly Hills High School (en), il devient assistant de production, son premier emploi dans l'industrie du cinéma.

### Carrière
En 1950, Glasser emprunte de l'argent et l'investit dans un studio de cinéma, dont les installations sont désaffectées,. Il le baptise Key West Studios et le loue à des producteurs indépendants. Les installations sont notamment utilisées par Burt Lancaster et Roger Corman.
En 1951, il produit Gold Raiders (en), un western réalisé par Edward Bernds, mettant en scène George O'Brien et Les Trois Stooges. Le film, dont le budget s'élève à 50 000 dollars, est tourné en l'espace de cinq jours. Bernds et Glasser collaborent ensuite sur Le Retour de la mouche (Return of the Fly) et Space Master X-7 (en). Durant les années 1960, Glasser coproduit avec Philip Yordan la série télévisée Assignment: Underwater et des longs métrages, dont La Révolte des Triffides (The Day of the Triffids).
Bernard Glasser dirige trois longs métrages, The Sergeant Was a Lady (1961), Run Like a Thief (1968), et Triangle (1970),. Après avoir quitté l'industrie cinématographique, il travaille dans l'immobilier.

## Filmographie

### Comme producteur
- 1951 : Gold Raiders (en)
- 1957 : The Storm Rider (en)
- 1957 : Escape from Red Rock (en)
- 1958 : Space Master X-7 (en)
- 1959 : Alaska Passage (en)
- 1959 : Le Retour de la mouche (Return of the Fly)
- 1960-61 : Assignment: Underwater (en)
- 1961 : The Sergeant Was a Lady
- 1963 : La Révolte des Triffides (The Day of the Triffids)
- 1964 : L'attaque dura sept jours (The Thin Red Line)
- 1965 : Quand la terre s'entrouvrira (Crack in the World)
- 1967 : Bikini Paradise (en)
- 1968 : Run Like a Thief
- 1970 : Triangle

### Comme réalisateur
- 1961 : The Sergeant Was a Lady
- 1968 : Run Like a Thief (coréalisateur avec Harry Spalding)
- 1970 : Triangle

### Comme scénariste
- 1961 : The Sergeant Was a Lady